# Aviador

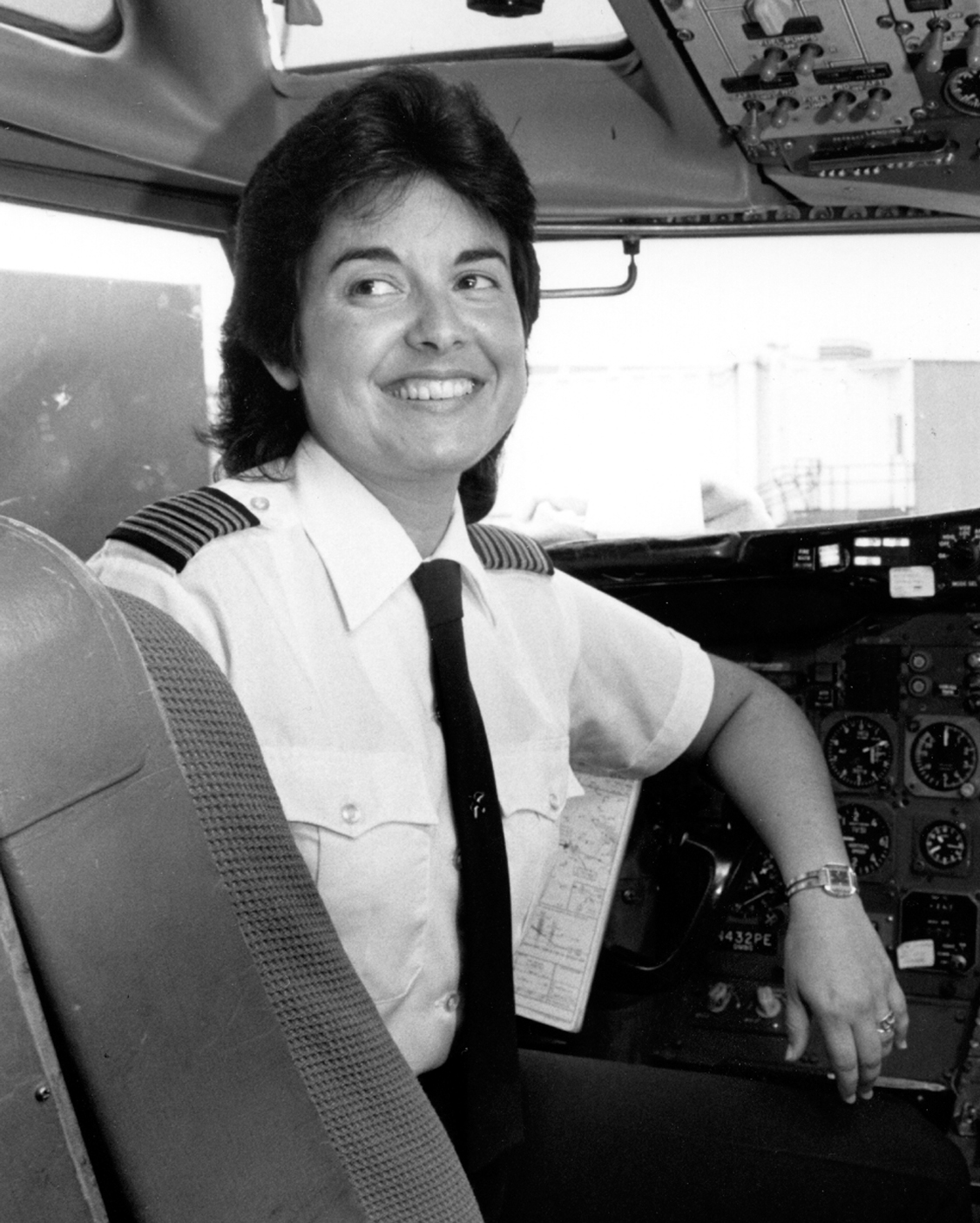
Beverly Lynn Burns, la primera dona que va pilotar un Boeing 747 de línia regular.

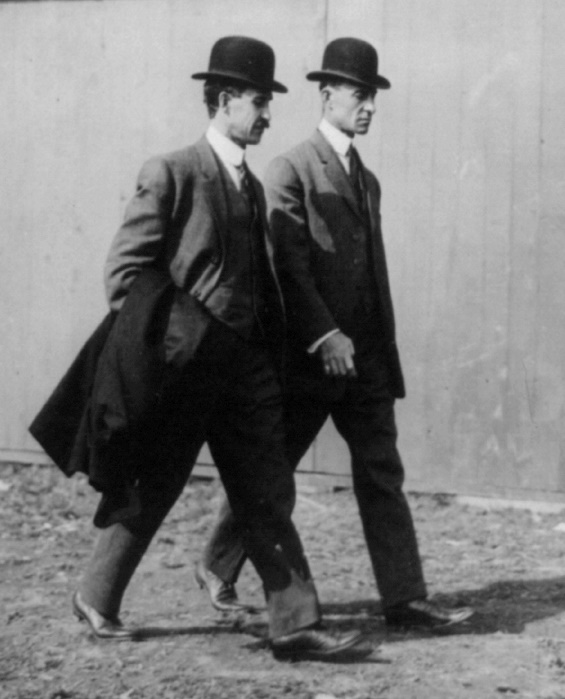
Els germans Wright són considerats els primers constructors i alhora pilots d'avió de la història.

Un aviador (o pilot d'avió) és la persona que, de manera professional o no, pilota un avió. Se sol fer una distinció entre pilot privat, pilot comercial i pilot militar.

## Categories
- Pilot de globus (BPL): permet tripular globus aerostàtics així com fer vols comercials amb passatgers[2]
- Pilot de planejador (SPL): permet volar planejadors i fer vols comercials amb planejadors si s'ha completat 75 hores de vol o 200 llançaments o enlairaments i aterratges com a pilot al comandament en planadors[3]
- Pilot d'ultralleuger (ULM): permet volar aeronaus ultralleugeres de fins a 2 seients amb un pes màxim de 450 kg[4]
- Pilot privat (PPL): permet volar aeronaus no dedicades a l'explotació comercial[5]
- Pilot comercial (CPL): permet volar aeronaus comercials dedicats al transport de passatgers[6]
- Pilot de transport de línia aèria (ATPL): habilita al pilot volar aeronaus dedicades al transport de mercaderies[7]

## Requisits
Un pilot d'avió ha de tenir una bona condició física, una bona vista i coordinació entre la vista i les mans. També és necessari tenir capacitat de lideratge, saber treballar sota pressió, tenir una bona capacitat comunicativa i capacitat d'assumir responsabilitats.
En el moment de fer el curs de pilot de línies aèries cal també tenir mínim de 18 anys d’edat, haver passat satisfactòriament un reconeixement mèdic aeronàutic i passar diverses proves de nivell de formació acadèmica.